# Kirill Moskalenko
Kirill Semionovitch Moskalenko (en russe : Кири́лл Семёнович Москале́нко ; en ukrainien : Кирило Семенович Москаленко), né le 11 mai 1902 et décédé le 17 juin 1985, est un militaire soviétique. Il fut maréchal de l'Union soviétique.

## Biographie
Engagé dans l'Armée rouge, il combattit pendant la guerre civile russe et la Seconde Guerre mondiale, puis servit comme commandant en chef des Forces de missiles stratégiques et comme inspecteur général auprès du ministère de la Défense. En 1953 il est l'un des principaux acteurs de l'arrestation de Lavrenti Beria, c'est lui qui aurait organisé tous les détails pratiques de l'opération. Il a fait partie de la révolte car pendant la deuxième guerre mondiale sa zone d'opération s'est surtout concentré en Ukraine et il se serait lié d'amitié avec Nikita Khrouchtchev à cette époque qui était lui aussi dans cette zone pendant une bonne partie de la guerre.

## Promotions
- Colonel (16 août 1938)
- Kombrig (avril 1940)
- Major-Général de l'artillerie (6 juin 1940)
- Lieutenant-Général (19 janvier 1943)
- Colonel-Général (19 septembre 1943)
- Général d'armée (3 août 1953)
- Maréchal de l'Union soviétique  (11 mars 1955)